# Thống đốc Ngân hàng Nhân dân Trung Quốc
Thống đốc Ngân hàng Nhân dân Trung Quốc là người đứng đầu Ngân hàng Nhân dân Trung Quốc và là một trong những nhân vật ra quyết định quan trọng về mặt kinh tế của Cộng hòa Nhân dân Trung Hoa. Trên danh nghĩa, chức vụ Thống đốc phải được Thủ tướng Quốc vụ viện đề cử, rồi sau đó thông qua sự phê chuẩn của Đại hội Đại biểu Nhân dân Toàn quốc hoặc Ủy ban Thường vụ Đại hội Đại biểu Nhân dân Toàn quốc và mới được Chủ tịch nước bổ nhiệm.
Chức vụ Thống đốc không nhất thiết phải kiêm nhiệm chức Bí thư Đảng ủy Đảng Cộng sản Trung Quốc Ngân hàng Nhân dân Trung Quốc. Bí thư Đảng ủy là chức vụ có quyền lực nhất trong ngân hàng và có thể có ảnh hưởng lớn hơn cả chức Thống đốc. Thống đốc Ngân hàng Nhân dân Trung Quốc hiện tại là Phan Công Thắng nắm giữ cả hai chức vụ. Thống đốc cũng là Chủ tịch Ủy ban Chính sách Tiền tệ Ngân hàng Nhân dân Trung Quốc, một cơ quan cố vấn thường bao gồm giám đốc và phó giám đốc của các cơ quan tài chính khác, cũng như một số nhà kinh tế học có ảnh hưởng.
Thống đốc hiện tại là Phan Công Thắng kiêm chức Bí thư Đảng ủy Ngân hàng Nhân dân Trung Quốc.

## Danh sách Thống đốc
| Số                                        | Tên gọi         | Nhậm chức            | Rời chức             | Thủ tướng       | Bí thư Đảng ủy    | Tham khảo         |
| ----------------------------------------- | --------------- | -------------------- | -------------------- | --------------- | ----------------- | ----------------- |
| 1                                         | Nam Hán Thần    | Tháng 10 năm 1949    | Tháng 10 năm 1954    | Chu Ân Lai      | Nam Hán Thần      | [ cần dẫn nguồn ] |
| 2                                         | Tào Cúc Như     | Tháng 10 năm 1954    | Tháng 10 năm 1964    | Chu Ân Lai      | Tào Cúc Như       | [ cần dẫn nguồn ] |
| 3                                         | Hồ Lập Giáo     | Tháng 10 năm 1964    | 1966                 | Chu Ân Lai      | Hồ Lập Giáo       | [ cần dẫn nguồn ] |
| Chức vụ bị bãi bỏ trong Cách mạng Văn hóa |                 |                      |                      |                 |                   |                   |
| 4                                         | Trần Hy Dũ      | 13 tháng 5 năm 1973  | Tháng 3 năm 1978     | Chu Ân Lai      |                   | [ cần dẫn nguồn ] |
| 4                                         | Trần Hy Dũ      | 13 tháng 5 năm 1973  | Tháng 3 năm 1978     | Hoa Quốc Phong  |                   |                   |
| 5                                         | Lý Bảo Hoa      | 5 tháng 3 năm 1978   | 4 tháng 5 năm 1982   | Lý Bảo Hoa      | [ cần dẫn nguồn ] |                   |
| 5                                         | Lý Bảo Hoa      | 5 tháng 3 năm 1978   | 4 tháng 5 năm 1982   | Lý Bảo Hoa      | Triệu Tử Dương    |                   |
| 6                                         | Lã Bồi Kiệm     | 4 tháng 5 năm 1982   | 21 tháng 3 năm 1985  | Lã Bồi Kiệm     | [ cần dẫn nguồn ] |                   |
| 7                                         | Trần Mộ Hoa     | 21 tháng 3 năm 1985  | 12 tháng 4 năm 1988  | Trần Mộ Hoa     | [ cần dẫn nguồn ] |                   |
| 8                                         | Lý Quý Tiên     | 12 tháng 4 năm 1988  | 2 tháng 7 năm 1993   | Trần Mộ Hoa     | Lý Bằng           |                   |
| 8                                         | Lý Quý Tiên     | 12 tháng 4 năm 1988  | 2 tháng 7 năm 1993   | Lý Quý Tiên     | Lý Bằng           | [ cần dẫn nguồn ] |
| 9                                         | Chu Dung Cơ     | 2 tháng 7 năm 1993   | 30 tháng 6 năm 1995  | Chu Chính Khánh | Lý Bằng           | [ cần dẫn nguồn ] |
| 10                                        | Đới Tương Long  | 30 tháng 6 năm 1995  | 28 tháng 12 năm 2002 | Đới Tương Long  | Lý Bằng           | [ cần dẫn nguồn ] |
| 10                                        | Đới Tương Long  | 30 tháng 6 năm 1995  | 28 tháng 12 năm 2002 | Đới Tương Long  | Chu Dung Cơ       |                   |
| 11                                        | Chu Tiểu Xuyên  | 28 tháng 12 năm 2002 | 19 tháng 3 năm 2018  | Chu Tiểu Xuyên  |                   |                   |
| 11                                        | Chu Tiểu Xuyên  | 28 tháng 12 năm 2002 | 19 tháng 3 năm 2018  | Chu Tiểu Xuyên  | Ôn Gia Bảo        | [ 5 ]             |
| 11                                        | Chu Tiểu Xuyên  | 28 tháng 12 năm 2002 | 19 tháng 3 năm 2018  | Chu Tiểu Xuyên  | Lý Khắc Cường     |                   |
| 12                                        | Dịch Cương      | 19 tháng 3 năm 2018  | 25 tháng 7 năm 2023  | Quách Thụ Thanh | [ cần dẫn nguồn ] |                   |
| 12                                        | Dịch Cương      | 19 tháng 3 năm 2018  | 25 tháng 7 năm 2023  | Quách Thụ Thanh | Lý Cường          |                   |
| 13                                        | Phan Công Thắng | 25 tháng 7 năm 2023  | Đương nhiệm          | Phan Công Thắng | [ 6 ]             |                   |